# 耶路撒冷被毀
耶路撒冷被毀是指66年爆发的犹太战争——猶太人起義反對羅馬人，耶路撒冷在70年被羅馬軍隊攻破，第二聖殿被軍隊焚毀，只餘西牆（哭牆）。猶太人被羅馬帝國驅散到各地。

## 對基督教教會的影響
過去基督教教會的中心在耶路撒冷，並且以猶太人為主要的對象。耶路撒冷被毀後，教會的中心開始轉移，並且將傳教的對象擴大到非猶太人的族群，有助於基督教的傳播。

## 最近的考古發現
2006年1月初，考古學家在耶路撒冷北邊挖掘到一個社區的圍牆，進而判定這是古村落遺跡，面積約在3至4英畝之間。古村落的發現因為一條輕軌系統的修築，而進行的事先考察。以色列文物局的考古學家黛比·斯克拉-巴娜斯（Debbie Sklar-Parnes）估計這一古村落的存在時間大概在70年至132年之間，一直為猶太人所居住。耶路撒冷希伯來大學歷史學家丹尼爾·斯沃茨（Daniel Schwartz）表示，在第二聖殿被摧毀之後，猶太人仍然居住在耶路撒冷附近。而這個村落應該在132年出現更為劇烈的排猶浪潮時，猶太人被迫遷徙到四處。他們宣稱這個考古發現使原來被認為猶太人大遷徙的時間從70年延至132年。
但是希伯來大學歷史學家李·萊文（LeeLevine）認為，僅憑所挖出的玻璃項鏈有2000年歷史及村落的一些城牆，就斷定這一村落大概是70年至132年，是欠缺科學依據的。